# ネクスト大賞
ネクスト大賞 （ネクストたいしょう）は、宙出版が主催するWEB専門の漫画新人賞である。

## 概要
応募資格等は無く「個人サイト上で発表されているものなら一切の制限無し」と明記されている。また「大賞受賞者は一年以内の書籍化」を謳っている。応募数は100通前後。選考方法や選考委員等は記載されていない。
受賞者のうち、数名は『NextComicファースト』上で連載を開始し、書籍化されている。

## 受賞者

### 第1回
- 大賞 - マチキネマ（サメマチオ）

### 第8回
- 期待賞 - 行方不明さん（梅竹松子）[2]

### 第9回
- 大賞 - （ひぐちさとこ）[3]
- 期待賞 - 雨宮鬱子の証券会社で働いたらひどい目にあった（雨宮鬱子）

### 第11回
- 期待賞 - えむぶたちゃん（京翠里桜）[4]